# 皮奥伊州新镇
皮奥伊州新镇（葡萄牙語：Vila Nova do Piauí）是巴西皮奥伊州的一个市镇。总面积310.368平方公里，总人口3030人，人口密度9.8人/平方公里。